# Solveig Rogstad
Pour les articles homonymes, voir Rogstad.
Solveig Rogstad, née le 31 juillet 1982, est une biathlète norvégienne, gagnante d'une course de Coupe du monde en 2008. 

## Carrière
Entre 2001 et 2003, la biathlète participe aux Championnats du monde juniors sans se distinguer par le moindre podium (son meilleur résultat est une quatrième place décrochée en 2001 à Khanty-Mansiïsk).
Elle fait sa première apparition en Coupe du monde de biathlon en décembre 2004 lors d'une étape organisée à Östersund (Suède). Elle s'installe dans la sélection norvégienne de Coupe du monde au début de la saison 2007-2008. Après avoir marqué ses premiers points lors de la seconde épreuve de l'année se tenant à Kontiolahti, elle réalise son premier top 10 grâce à une septième place décrochée sur une poursuite toujours en Finlande. Dès lors, Rogstad figure régulièrement dans les points jusqu'à l'étape de Ruhpolding organisée en janvier 2008. Après y avoir obtenu un premier podium avec le relais norvégien, la biathlète s'illustre à titre individuel en terminant cinquième du sprint puis, lors de la poursuite organisée le 13 janvier 2008, en décrochant un premier succès en Coupe du monde. Réalisant un sans-faute, la Norvégienne devance l'Allemande Kati Wilhelm et la Finlandaise Kaisa Mäkäräinen. Auteur d'un second podium lors de l'ultime épreuve de la saison à Oslo, Rogstad termine sa première saison de Coupe du monde au quatorzième rang mondial.
Aux Jeux olympiques d'hiver de 2010 elle se classe 60e de l'individuel et 4e du relais.
Elle décide de prendre sa retraite sportive en 2011.

## Palmarès

### Jeux olympiques d'hiver
| Épreuve / Édition      | Individuel | Sprint | Poursuite | Départ groupé | Relais |
| ---------------------- | ---------- | ------ | --------- | ------------- | ------ |
| JO 2010 Vancouver 2010 | 60e        | —      | —         | —             | 4e     |

### Championnats du monde
| Mondiaux \ Épreuve | Individuel | Sprint | Poursuite | Départ en masse | Relais | Relais mixte |
| 2008 Östersund     | 10e        | 15e    | 24e       | 16e             | 6e     | -            |
| 2009 Pyeongchang   | 43e        | 24e    | 23e       | -               | 11e    | -            |

### Coupe du monde
- Meilleur classement général : 14e en 2008.
- 2 podiums individuels : 1 victoire et 1 deuxième place.
- 3 podiums en relais : 1 victoire, 1 deuxième place et 1 troisième place.
- 1 podiums en relais mixte : 1 victoire.

#### Classements en Coupe du monde
| Saison    | Classement général final | Individuel | Sprint | Poursuite | Mass start |
| 2004-2005 | nc                       |            | nc     |           |            |
|           |                          |            |        |           |            |
| 2006-2007 | nc                       |            | nc     |           |            |
| 2007-2008 | 14e                      | 27e        | 16e    | 11e       | 15e        |
| 2008-2009 | 29e                      | 29e        | 23e    | 27e       | 38e        |
| 2009-2010 | 91e                      | nc         | nc     | 70e       |            |
| 2010-2011 | nc                       |            | nc     |           |            |

#### Détail des victoires
| Date            | Lieu       | Discipline |
| --------------- | ---------- | ---------- |
| 13 janvier 2008 | Ruhpolding | Poursuite  |